# Sean Baker
Sean Baker (Summit, 26 de fevereiro de 1971) é um cineasta, roteirista, produtor de cinema e editor estadunidense. Graduado pela Universidade de Nova Iorque, é um dos grandes destaques do cinema independente atual, conhecido pela realização de The Florida Project, Red Rocket, Tangerine e Anora.
Por seu trabalho em Anora (2024), venceu a Palma de Ouro e o BAFTA de Melhor Elenco. No Oscar 2025, tornou-se a primeira pessoa a ganhar quatro estatuetas por um único filme (Melhor Filme, Melhor Direção, Melhor Edição e Melhor Roteiro Original). Com isso, empatou o recorde com Walt Disney de mais Oscars ganhos em uma única cerimônia.

## Filmografia
- Anora (2024)
- Red Rocket (2021)
- The Florida Project (2017)
- Tangerine (2015)
- Starlet (2012)
- Warren the Ape (2010)
- Prince of Broadway (2008)
- Take Out (2004)
- Greg the Bunny (2002-2006)
- Four Letter Words (2000)